# 173 Ino
Ino /ˈaɪnoʊ/ (định danh hành tinh vi hình: 173 Ino) là một tiểu hành tinh lớn và tối ở vành đai chính. Thành phần cấu tạo của nó gồm cacbonat nguyên thủy.
Ngày 1 tháng 8 năm 1877, nhà thiên văn học người Pháp Alphonse L. N. Borrelly phát hiện tiểu hành tinh Ino khi ông thực hiện quan sát tại Đài thiên văn Marseille ở miền nam nước Pháp và đặt tên nó theo tên Ino, một nữ hoàng trong thần thoại Hy Lạp.